# Milan Zagorac
Milan Zagorac (in serbo Милан Загорац?; Pančevo, 15 giugno 1980) è un ex calciatore serbo, di ruolo difensore.

## Carriera
Zagorac ha giocato per FK BSK Batajnica nel campionato serbo di Belgrado 1997-98. Nel 2003 diventa un giocatore del Desna Černihiv squadra della città di Černihiv in Ucraina. Zagorac ha giocato anche nel Campionato azero:   tra il 2005 e il 2010, nelle file dell'İnter Baku.

## Palmarès

### Club
- Srpska liga Vojvodina: 1

Radnički Nova Pazova: 2011–12
- Campionato azero: 1

Inter Baku: 2009-2010